# Kraven, a vadász (film)
A Kraven, a vadász (eredeti cím: Kraven the Hunter) 2024-ben bemutatott amerikai szuperhősfilm J. C. Chandor rendezésében. Gyártója a Columbia Pictures, Marvel Entertainment, Arad Productions és Matt Tolmach Productions, forgalmazója a Sony Pictures Releasing. Ez a film a Sony Pókember-univerzumának (SSU) hatodik filmje. A forgatókönyvet Art Marcum, Matt Holloway és Richard Wenk írták. A főbb szerepekben Aaron Taylor-Johnson, mint a címszereplő Kraven és Ariana DeBose látható.
A filmet az Egyesült Államokban 2024. december 13-án, Magyarországon 2024. december 12-én mutatták be.
A film az egyik legnagyobb anyagi bukást szenvedte el a képregényfilmek közül, még az olyan nagyot bukott filmekhez képest is, mint a Flash – A Villám, a Marvelek, a Kék Bogár vagy a Madame Web.

## Cselekmény
Édesanyja halála után Szergej Kravinovot és féltestvérét, Dimitrijt apjuk, Nyikolaj magához veszi, hogy felkészüljön a kábítószer-kereskedelmi műveletek átvételére. Egy ghánai vadászaton Szergej súlyosan megsérül, amikor testvérét védi egy oroszlántól. Egy Calypso nevű lány egy szérummal meggyógyítja őt, és egy tarotkártyát hátrahagyva mentőhívást intéz hozzá. Szergej hamarosan felfedezi, hogy fizikai tulajdonságai állatiasak lettek. Amikor Nyikolaj elárulja, hogy azért ölte meg az oroszlánt, hogy megleckéztesse a fiait, a felháborodott Szergej az anyja tulajdonában lévő oroszországi menhelyre menekül.
Tizenhat évvel később Szergej, akit most már Kravennek hívnak, bűnözőkre vadászik. Miután egy orosz börtönben megöl egy fegyverkereskedőt, Kraven Londonba utazik Dimitrij születésnapjára. A találkozásuk hamar véget ér, amikor zsoldosok elfogják Dimitrijt. Amikor Nyikolaj nem hajlandó kifizetni a váltságdíjat, Kraven felkutatja az immár ügyvédként dolgozó Calypsót, és meggyőzi, hogy segítsen. Eközben Dimitrij találkozik az elrablása mögött álló Alekszej Szicoviccsal, aki részt vett egy kísérletben, amely egy rinocérosz erejével és külső jegyeivel ruházta fel. Alekszej szövetséget javasol Nyikolaj megbuktatására. Felfedezve Kraven kapcsolatát Dimitrijjel, Alekszej egy törökországi kolostorba csalja, de Kraven túléli a rajtaütést. Alekszejt ezután a Külföldi, egy bérgyilkos keresi fel, aki szemhipnózist használ a célpontjai kiiktatására, és felajánlja, hogy megöli Kravent.
Alekszej és a Külföldi követi Kravent és Calypsót a menedékhelyére, és Dimitrijt csalinak használva rajtaüt Kravenen. Idegméreggel elkábítva őt, a Külföldi megtámadja Kravent, de Calypso megöli őt egy nyílpuskával, és újraéleszti Kravent. Ezután egy bölénytámadással csapdába ejti Alekszejt, aki átváltozik Rinóvá és rövid időre felülkerekedik Kravenen, de az végül megöli őt. Miután rájön, hogy Nyikolaj volt az, aki felfedte létezését Alekszej előtt, Kraven válaszokért követi apját; Nyikolaj elárulja, hogy tudta, hogy Alekszej őt vette célba, és manipulálta fiait, hogy eltávolítsa őt.
Egy évvel később, miután az Alekszejjel kísérletező orvostól alakváltó képességet kapott, Dimitrij rájön, mi történt az apjával, és kitagadja Kravent, kijelentve, hogy annak ellenére, hogy erkölcsileg felsőbbrendűnek vallja magát, ő és Nyikolaj egyformák: vadászok, akik a következő nagy trófeát keresik. Otthon Kraven megtalálja Nyikolaj üzenetét, valamint egy régen elejtett oroszlán bőréből készült mellényt, amelyet felvesz.

## Szereplők
| Szerep                          | Színész                     | Magyar hang         | Leírás                                                        |
| ------------------------------- | --------------------------- | ------------------- | ------------------------------------------------------------- |
| Szergej Kravinoff / Kraven      | Aaron Taylor-Johnson        | Makranczi Zalán     | Vadász.                                                       |
| Szergej Kravinoff / Kraven      | Levi Miller (fiatalon)      | Katona Péter Dániel | Vadász.                                                       |
| Calypso Ezili                   | Ariana DeBose               | Réti Adrienn        | Vudu papnő, aki érzelmeket táplál Kraven iránt.               |
| Calypso Ezili                   | Diaana Babnicova (fiatalon) | Hegedűs Johanna     | Vudu papnő, aki érzelmeket táplál Kraven iránt.               |
| Dimitrij Szmerdjakov / Kaméleon | Fred Hechinger              | Major Erik          | Kraven féltestvére, aki az álcázás mestere.                   |
| Dimitrij Szmerdjakov / Kaméleon | Billy Barratt (fiatalon)    | Lukács Ádám         | Kraven féltestvére, aki az álcázás mestere.                   |
| Alekszej Szicovics / Rhinó      | Alessandro Nivola           | Gáspár András       | Orosz zsoldos, aki ember és rinocérosz hibriddé tud változni. |
| Külföldi                        | Christopher Abbott          | Fehér Tibor         | Zsoldos és bérgyilkos.                                        |
| Nyikolaj Kravinoff              | Russell Crowe               | Rába Roland         | Kraven apja.                                                  |
| Omer Aksoy                      | Murat Seven                 | Pataki Ferenc       | Szicovics által felbérelt török bérgyilkos.                   |

### Magyar változat
- Magyar szöveg: Tóth Tamás
- Hangmérnök: Jacsó Bence
- Vágó: Sári-Szemerédi Gabriella
- Gyártásvezető: Kincses Tamás
- Szinkronrendező: Tabák Kata
- Produkciós vezető: Hagen Péter

A szinkront a Mafilm Audio Kft.  készítette el.

## A film készítése
Sam Raimi rendező azt tervezte, hogy a negyedik Pókember-filmben szerepeltetni fogja a Marvel képregényekből ismert Kraven, a vadász karakterét, mielőtt a projektet törölték volna, hogy a franchise-t újraindítsák A csodálatos Pókember (2012) című filmmel. A Sony Pictures 2013 decemberében jelentette be A csodálatos Pókember 2. (2014) terveit, hogy egy közös univerzumot hozzon létre - a Marvel-moziuniverzum (MCU) által inspirálva -, amely az általuk birtokolt Marvel-tulajdonokon alapul. Marc Webb pedig kifejezte érdeklődését a karakter filmbeli megjelenése iránt. 2015 februárjában a Sony és a Marvel Studios bejelentette új partnerségét a Pókember: Hazatérés (2017) című film koprodukciójára, és a Pókember karakter integrálására a Marvel MCU-ba. 2017 májusában a Sony bejelentette saját univerzumát, a Sony Pókember univerzumát. A Sony ezt az MCU Pókember filmjeinek „kiegészítőjének” szánta, amely a Venomtól (2018) kezdve a Pókemberhez kapcsolódó karaktereket tartalmazza. Ryan Coogler rendező megtudta, hogy a Sony birtokolja Kraven filmes jogait, de remélte, hogy a karaktert beillesztheti a Fekete Párduc (2018) című MCU-filmjébe, mivel Christopher Priest Fekete Párduc képregényében a Fekete Párduc megküzd Kravennel.
Richard Wenket 2018 augusztusában szerződtették a Kraven, a vadász forgatókönyvének megírására, egy hónappal azután, hogy a Sony sikeresen bemutatta az általa írt A védelmező 2. filmet. A projektet a Sony megosztott univerzumának „következő fejezeteként” harangozták be. Wenk feladata volt, hogy bemutassa Kravent a közönségnek, és kitalálja, melyik karakterre vadászhatna a filmben, mivel a képregényekben Kraven „fehér bálnájának” tartott Pókember az MCU-szerződés miatt valószínűleg nem jelenik meg. Az, hogy a film a felnőtt közönséget célozza-e meg, a Venom sötétebb megközelítésének közönségvisszhangjától függött volna. Októberben Wenk azt mondta, hogy „megroppantotta” a film történetét és hangvételét, mielőtt elkezdte volna a forgatókönyvet. Szándékában állt ragaszkodni a karakter képregényes történetéhez, többek között azzal, hogy Kraven harcolni fog Pókemberrel. Wenk elmondta, hogy a Sony a Kraven utolsó vadászata című képregény történetét akarta feldolgozni, és folyamatban voltak a tárgyalások arról, hogy ezt ebben a filmben vagy egy későbbi filmben tegyék-e meg. Wenk az utóbbi megközelítést a Kill Bill 1. című kétrészes filmhez hasonlította. 2019 márciusában a Sony megerősítette, hogy a Kraven-film fejlesztés alatt áll.
Jon Watts, a Hazatérés és a Pókember: Idegenben (2019) rendezője érdeklődését fejezte ki, hogy Kraven szerepeljen egy lehetséges harmadik Pókember-filmben, amely az MCU-ban játszódna, de ezt az ötletet elvetették a Pókember: Nincs hazaút (2021) története miatt. A Sony korábban olyan színészeket keresett meg Kraven szerepére, mint Brad Pitt, Keanu Reeves, John David Washington és Adam Driver.

### Forgatás
A forgatás 2022. március 20-án kezdődött Londonban.

## Fogadtatás
A film a kritikusoknál és a nézőknél is megbukott. A kritikákban amellett, hogy a film kapcsán rendre felemlegették a „Pókember nélküli Pókember-univerzum” esetlenségét, főleg a cselekmény és a karakterek egysíkú, klisés, összecsapottnak érződő ábrázolását hányták a produkció szemére. Anyagilag pedig ez lett az addigi legnagyobb képregényfilmes bukás: a 110–130 millió dolláros költségekhez képest a globális bevétele csak 61,5 millió dollár lett, amivel számos korábbi képregényfilmes bukást is alul múlt.